# Audronius Ažubalis
Audronius Ažubalis, né à Vilnius, alors en URSS, le 17 janvier 1958 est un homme politique lituanien membre de l'Union de la patrie - Chrétiens-démocrates lituaniens (TS-LKD).
Il a été ministre des Affaires étrangères de Lituanie.

## Vie professionnelle

### Formation
Il commence des études supérieures de journalisme à l'Université de Vilnius en 1976, mais en est exclu dès l'année suivante pour avoir participé à l'instance lituanienne du Comité d'Helsinki. Il passe alors deux ans dans les forces armées, puis est autorisé à réintégrer l'université en 1982.
En 1989, il obtient un diplôme de journalisme, et poursuit ses études au World Press Institute du Macalaster College de Saint-Paul, aux États-Unis, en 1990.

## Carrière
À partir de 1989, il travaille au premier journal indépendant de Lituanie, Atgiminas, créé un an plus tôt. En 1990, il devient représentant de la presse au Conseil suprême (parlement), puis au Seimas constituant pour deux ans. L'année suivante, en 1993, il crée le premier centre de relations publiques de Lituanie.
Il préside également la chambre de commerce lituano-britannique pendant deux ans à partir de 1998.

## Activité politique
Membre de l'Union de la patrie - Chrétiens-démocrates lituaniens (TS-LKD), il est élu député au Seimas en 1996. Douze ans plus tard, il devient président de la commission parlementaire des Affaires étrangères.
Le 29 janvier 2010, Audronius Ažubalis est nommé ministre des Affaires étrangères de Lituanie, trois jours après avoir été proposé à ce poste par son parti. Il est remplacé, le 12 décembre 2012, par Linas Linkevičius.